# Serixia truncatipennis
Serixia truncatipennis là một loài bọ cánh cứng trong họ Cerambycidae.